# Lindbergska damsextetten
Lindbergska damsextetten, även kallad Vasateaterns damsextett, var en sångsextett som bildades 1890 vid Jul. Wibergs sångskola under ledning av regissören Rudolf Lindberg.

## Historik
Lindbergska damsextetten bildades 1890 och kallades även Vasateaterns damsextett. Den bildades vid Julius Wiberghs sångskola och bestod av Olga Lindberg, Hilda Nordström, Ulla Andersson, Ebba Sundqvist, Olga Uhrström och Fia Hellberg, under ledning av regissören Rudolf Lindberg. De gjorde samma år en Sverige turne, där de besökte städerna Eskilstuna, Nyköping, Örebro, Karlstad, med flera. Turnen fortsatte därefter till Norge.

## Medlemmar
| År        | Namn            | Stämma        |
| --------- | --------------- | ------------- |
| 1891–1892 | Olga Lindberg   | Första sopran |
| 1891–1892 | Hilda Nordström | Första sopran |
| 1891–1892 | Ulla Andersson  | Andra sopran  |
| 1891–1892 | Ebba Sundqvist  | Första alt    |
| 1891–1892 | Olga Uhrström   | Andra alt     |
| 1891–1892 | Fia Hellberg    | Andra alt     |

## Konserter (urval)
| Datum            | Konsert     | Lokal                           | Övrigt                                              |
| ---------------- | ----------- | ------------------------------- | --------------------------------------------------- |
| 22 mars 1890     | Maskeradbal | Hotell storkällaren, Karlskrona | [ 3 ]                                               |
| 26 mars 1890     | Konserter   | Ronneby hotell, Ronneby         | [ 4 ]                                               |
| 1 april 1890     | Konserter   | Victoriateatern, Malmö          | Tillsammans med Sigge Wulff och Shmithska kapellet. |
| 2–3 augusti 1890 | Konserter   | Schweitz teatersalong, Höganäs  | [ 6 ]                                               |
| 1–3 maj 1892     | Konserter   | Billingen                       | [ 7 ]                                               |